# Nádasdy János (festő, 1939)
 Ifj. Nádasdy János (Szigetszentmiklós, 1939. július 19. –) magyar festőművész.

## Életrajz
Apja, Nádasdy János szintén festő volt. Az 1956-os forradalom leverését követően emigrált. A világot bejárta, majd a montevideoi képzőművészeti főiskolán tanult tovább. 
1962-ben a politikai és társadalmi forrongások miatt Dél-Amerikából visszaköltözött Európába. Hannoverben telepedett le, az ottani művészeti főiskolán tanult festészetet és képgrafikát. Jelenleg is ott él és dolgozik.

## Tagságok
- 1970 • Német Képzőművészek Szövetsége (Bund Bildender Künstler der Bundesrepublik Deutschland)
- 1980 • Hannoveri Művészegylet (Hannoverischer Künstlerverein)
- 1980-89 • PlasMa Művészcsoport (Künstlergruppe PlasMa), Hannover
- 1989 • Német Műszövetség (Deutscher Werkbund)
- 1999 • Patak Képzőművészeti Csoport (Künstlergruppe Patak), Szigetszentmiklós, Ungarn
- 2005 • Magyar Alkotóművészek Országos Egyesülete (Landesverban Ungarischer Künstler).

## Díjak/ösztöndíjak
- 1960 • Művészi rajz, első fokozat, Montevideói Egyetem (Primer premio del dibujo artistico de la Universidad de Montevideo)
- 1968 • Társadalomkritikus grafika dij (Preis für Sozialkritische Grafik), Wilhelm-Busch–Museum, Hannover
- 1987 • Rajz I. fokozat, megosztva (Wettbewerb Zeichnung I. Preis, geteilt), Hannover
- 1988 International Art Compatition I. a. C. Certificate of excellence, New York
- 1995 • Hannover város baráti köre Kulturdìj, (Stadkulturpreis des Freundeskreis Hannover)
- 1999 • Pest Megye Művészetéért díj (Patak Képzőművészeti Csoport)

## Egyéni kiállítások
- 2009 • Senkiföldje / Niemandsland, Pécsi Galéria, Pécs

## Publikáció
- Nádasdy János: „A jó üzlet a legnagyobb művészet” / Művészetről, művészekről egy kiállítás nyomán, Balkon 2010_05, HU ISSN 1216-8890, Ol. 13–17